# Музей по история на религията (Украйна)
Музеят по история на религията се намира в Лвов, Украйна. Създаден е през 1973 г. като „Музей по историята на религията и атеизма“.
Фондът на музея съдържа експонати със значителна култова, художествена и историческа стойност. Лвовският музей по история на религията притежава значителна колекция от икони, които произхождат от 16 – 19 век, „еврейското съкровище“ от 17 – 19 век, голяма колекция от преписки на Библията, Острожка библия, колекция от ценни старопечатни книги от 16 – 18 век, включително и „Требник“ от Петър Могила.
Експозицията се състои от следните тематични раздели:
- „Религии на древния свят“
- „Юдаизъм“
- „Ранно християнство“
- „Арменска църква“
- „История на Римокатолическата църква“
- „Украинска гръкокатолическа църква“
- „Православие Украйна“
- „Протестанство“
- „Ислям“
- „Будизъм“